# Corps d'aviation canadien
Le Corps d'aviation canadien ou Canadian Aviation Corps en anglais fut la première tentative de créer une force aérienne au Canada au début de la Première Guerre mondiale. L'unité fut créée le  16 septembre 1914 et démantelée en 1915. 

## Historique

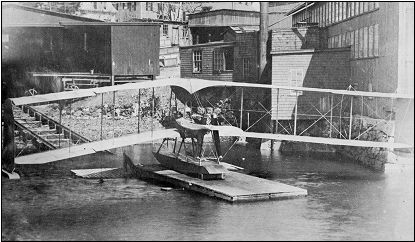
Le Burgess-Dunne Model BD-1B.

Crée sous l’égide du colonel Sam Hughes, ministre de la Milice et de la Défense. Il n'a compris que deux officiers et un mécanicien, le capitaine Ernest Lloyd Janney (en) que certains considéraient comme un escroc. sa nomination initiale en tant que capitaine et l'unité elle-même sont incertaines, bien que probablement légitimes, puis tard et le lieutenant William Frederick Nelson Sharpe, ainsi que d’un militaire du rang, le sergent d’état‑major Harry A. Farr.
Le seul avion de cette force est un hydravion biplan Burgess-Dunne Dunne D.8 (en) conçu pour l'United States Navy acheté par E. L. Janney pour 5 000 dollars à son constructeur à Marblehead le 17 septembre 1914. Lors de son vol vers le Canada le 21 septembre avec comme pilote Clifford Webster de la société Burgess-Dunne et passager E. L. Janney, l'appareil biplace tomba en panne et ce dernier déboursa  2 500 dollars pour un moteur de rechange.
L'avion était à nouveau pilotable le 28 septembre. Cependant, ils étaient si en retard qu'ils contournèrent Valcartier et se dirigèrent vers Québec, débarquant dans le Port de Québec. N'ayant pas de temps à perdre, l'avion a été monté sur le pont du SS Athenia (1903) (en) qui part le 3 octobre vers la Grande-Bretagne. Cependant, les seules précautions prises ont été d'amarrer l'avion au pont, rien n'a été couvert ni protégé, et les tempêtes rencontrées pendant le voyage ont fait des ravages. À son arrivée à Plymouth n’est pas considéré comme un avion de combat par les britanniques.
Il n’a jamais volé en Europe et il a pourri, devenant « un tas de ferraille sans aucune valeur », dans la plaine de Salisbury, où s’entraînait le Corps expéditionnaire canadien (CEF). 
Les autorités du CEF ont déclaré que Janney avait été absent sans permission depuis le 1er décembre 1914, mais comment pourraient-ils discipliner l'homme alors qu'il n'y avait pas de document confirmant son appartenance à l’armée? Il a été autorisé à démissionner de sa commission, bien qu'aucun document ne lui en ait accordé une.
Le CAC a fait long feu et les volontaires pilotes canadiens sont intégrés au Royal Flying Corps.